# Need for Speed: Hot Pursuit 2
Need for Speed: Hot Pursuit 2 (рус. Жажда скорости: По горячим следам 2; сокр. NFSHP2) — компьютерная игра в жанре аркадных автогонок, изданная компанией Electronic Arts в 2002 году. Является первой игрой серии Need for Speed для шестого поколения игровых систем. Официальным локализатором игры в России выступила компания «Софт Клаб».
Аркада заимствует концепцию оригинальной Need for Speed III: Hot Pursuit 1998 года и во многом имеет схожий игровой процесс, основанный на полицейских преследованиях и гонках на дорогих автомобилях по живописным трассам. В Hot Pursuit 2 есть возможность играть как за гонщика, так и за полицию. Тактический арсенал и искусственный интеллект полиции значительно улучшились, по сравнению с предыдущими играми серии. В отличие от двух ранее выпущенных частей франшизы — High Stakes и Porsche, в Hot Pursuit 2 отсутствуют режим карьеры, зарабатываемые деньги и тюнинг автомобилей, а физическая модель повреждений и поведение машин на дороге значительно упрощены.
Разработчики были поделены на четыре команды, каждая из которых была ответственна за версию игры для одной из платформ — PlayStation 2, GameCube, Xbox и Windows. Создатели задумывали сделать успешный хит для консолей нового поколения, чтобы увеличить снижавшуюся популярность серии. Need for Speed: Hot Pursuit 2 получила в основном положительные отзывы от игровой прессы. Издание для приставки PlayStation 2 хвалили за интересный игровой процесс, графику и музыку, в то время как другие версии получили более сдержанные оценки.

## Игровой процесс

Гонка в режиме «Одиночное соревнование» на Lotus Elise (версия для ПК). В Need for Speed: Hot Pursuit 2 был значительно усовершенствован тактический арсенал полиции

Need for Speed: Hot Pursuit 2 представляет собой аркадную гоночную игру, выполненную в трёхмерной графике. В игре присутствует 5 режимов: «Гонка с преследованиями», «Чемпионат», «Одиночное соревнование», «Сетевая игра» и «Быстрый заезд». В первых двух режимах игрок должен проходить гоночные состязания по турнирной лестнице. В «Гонке с преследованиями» акцент делается на полицейские погони, в то время как «Чемпионат» предполагает турниры и гонки на время (в «Чемпионате» игрока не преследует полиция). За первое, второе и третье места игрок получает золотую, серебряную и бронзовую медаль соответственно. В «Одиночном соревновании» игрок может сам настроить гонку (например, количество соперников и сложность), выбрать трассу, количество кругов и автомобиль. В «Сетевой игре» можно участвовать в гонке с другими игроками по локальной сети или через Интернет. В режиме «Быстрый заезд» гонка, автомобиль и трасса выбираются случайным образом. За победу, уход от полиции и многое другое в любых заездах игроку начисляются очки NFS, и чем больше этих очков заработано, тем больше открывается трасс и автомобилей.
Гонки в игре разделяются на несколько типов. В одиночной гонке нужно первым пересечь финишную черту. В круговом выбывании необходимо проехать несколько кругов, не заняв на каждом из них последнее место, чтобы выиграть, поскольку участник, последний завершивший круг, выбывает. В турнире нужно проехать несколько гонок, после каждой из которых подсчитываются очки в зависимости от занятого места, а чтобы выиграть, нужно иметь наивысшее среди участников суммарное количество очков. В режиме свободного заезда можно свободно изучить трассу без вмешательства полиции и соперников. В режиме игры за полицию необходимо задержать гонщиков за определённое время, при этом игрок может вызывать помощь, заграждения и вертолёт, чтобы остановить нарушителей.
Во время гонок за игроком и его соперниками может пуститься в погоню полиция. Как только автомобиль игрока проедет мимо неё, начнётся погоня. Во время преследования полиция будет всеми силами пытаться остановить нарушителей. Во время погони полиция может вызывать заграждения, в которых стоят полицейские машины и дорожные конусы. В заграждениях также могут находиться шипы, при наезде на которые автомобиль лишается покрышек, что приводит к остановке машины и потере возможности управлять ей. Даже если игрок проткнёт одно колесо, но три будут нормальны, его машина всё равно остановится. При погоне полиция также может вызвать вертолёт, который сбрасывает на дорогу бочки с горючим и стреляет ракетными снарядами. При наезде на бочку, она взрывается, что наносит внешние повреждения автомобилю и кратковременную потерю управления. Аналогично и со снарядами, но, в отличие от бочек, вертолёт стреляет их непосредственно в цель — игрока или соперников. Если полиция задержит игрока, то это приведёт к проигрышу.
Версия игры для консолей PlayStation 2 разрабатывалась компанией EA Black Box и сильно отличалась от всех остальных изданий, разработанных EA Seattle. Она была разработана на базе игрового движка EA Graphics Library , впервые для серии Need for Speed. Движок в версиях для других платформ неизвестен. У версии для PlayStation 2 заметно отличалась физика управления автомобилями, она была сложнее и реалистичнее. Также в данной версии графика значительно более высокого качества, реализованы кинематографические повторы, а также есть два варианта управления машинами — классический и экстремальный; последний отличается усложнённым контролем транспортного средства. Дизайн трасс и меню также имел сильные различия. Наработки, реализованные EA Black Box в версии игры для PlayStation 2, впоследствии были использованы в Need for Speed Underground (разработанной EA Black Box для всех основных платформ), а также в последующих играх серии.

## Разработка и выход игры
| Системные требования    | Системные требования                                 | Системные требования                                 |
| ----------------------- | ---------------------------------------------------- | ---------------------------------------------------- |
|                         | Минимальные                                          | Рекомендуемые                                        |
| Windows                 |                                                      |                                                      |
| ОС                      | Windows 98/ME/2000/XP                                | Windows 98/ME/2000/XP                                |
| ЦПУ                     | Pentium III (450 МГц)                                | Pentium 4 (800 МГц)                                  |
| Объём ОЗУ               | 128 МБ                                               | 256 МБ                                               |
| Место на диске          | 0,6 ГБ                                               | 0,6 ГБ                                               |
| Информационный носитель | CD                                                   | CD                                                   |
| Видеокарта              | DirectX 7.0 c 32 МБ или её эквивалент                | GeForce3 или лучше                                   |
| Дисплей                 | разрешение 800 × 600, глубина цвета 16 бит или лучше | разрешение 800 × 600, глубина цвета 16 бит или лучше |
| Звуковая плата          | аудиокарта, совместимая с DirectSound                | аудиокарта, совместимая с DirectSound                |

Игровая компания, расположенная в Ванкувере, Black Box Games, в 2001 году заключила контракт на разработку продолжения серии под названием Need for Speed: Hot Pursuit 2. Black Box Games была приобретена компанией Electronic Arts незадолго до выпуска игры, переименована в EA Black Box и стала дочерней компанией EA Canada. Официальный анонс новой части серии Need for Speed состоялся 23 октября 2001 года. Компания Electronic Arts 27 мая 2002 года представила трейлер Need for Speed: Hot Pursuit 2 на ежегодной игровой выставке E3, который позже был использован в качестве вступительного ролика в игре. Разработчики приняли решение развивать в своей новой игре концепцию Need for Speed III: Hot Pursuit 1998 года с целью реализовать всё возможное, чтобы сделать Need for Speed: Hot Pursuit 2 лучшей частью серии. Версия игры для приставки PlayStation 2 разрабатывалась компанией EA Black Box и имела несколько различий, по сравнению с другими изданиями. На PlayStation 2 реализованы кинематографические повторы и спецэффекты, а также есть два варианта управления машинами — классический и экстремальный; последний отличается усложнённым контролем транспортного средства. Дизайн трасс и меню также имел некоторые различия.
Позже разработчики дали информацию, согласно которой игроки получат в новой части улучшенную графику, более 20 лицензированных автомобилей и различные нововведения. Всего в игре присутствует 33 автомобиля от известных мировых производителей. Need for Speed: Hot Pursuit 2 стала последней игрой серии перед Need for Speed Rivals 2013 года, в которую официально включены машины марки Ferrari. У каждого автомобиля гонщиков в игре есть вторая модифицированная версия, отличающаяся уникальной расцветкой. По сравнению с предыдущими выпусками в серии, в Hot Pursuit 2 значительно упрощён игровой процесс: отсутствует режим карьеры, информации об автомобилях стало меньше, а основной акцент делается на полицейские преследования и гоночные заезды. 4 октября 2002 года в Интернете появилось 5 новых скриншотов из Need for Speed: Hot Pursuit 2. 15 октября 2002 года была выпущена демоверсия Need for Speed: Hot Pursuit 2 для персональных компьютеров, в которой предлагалось проехать гонку на 2 круга. Для ПК-версии игры также была объявлена поддержка сетевой игры до 8 игроков. Сетевая игра в консольных версиях отсутствует, но имеется многопользовательский режим для двух игроков. Need for Speed: Hot Pursuit 2 была разработана на базе игрового движка EA Graphics Library, впервые использованного в проектах Electronic Arts.
Первоначальной датой выхода были названы 1 октября 2002 года для консолей и 27 октября — на ПК. Релиз игры на персональные компьютеры состоялся несколько раньше — 21 октября. Эта версия игры является портом с консоли Xbox. Как и предыдущая часть серии, Porsche Unleashed, Need for Speed: Hot Pursuit 2 не была выпущена на территории Японии. Через 2 дня после релиза игры на ПК стало известно об отсрочке половины персонала студии Bellevue, принимавшей участие в разработке Need for Speed: Hot Pursuit 2 для ПК. Это стало следствием существенного ухудшения ситуации по разработке дальнейших частей серии. Впоследствии Need for Speed: Hot Pursuit 2 была несколько раз переиздана. 31 октября 2003 года игра вошла в состав сборника The Need for Speed Collection для ПК, а 21 июня 2005 года — в сборник World of Need for Speed.

## Саундтрек
Need for Speed: Hot Pursuit 2 — первая игра серии, в которой была использована рок-музыка, лицензированная под лейблом EA Trax (на момент выпуска игры — «EA GamesTM Trax») вместе с электронной музыкой, сочинённой нанятыми музыкантами. Над музыкой работала группа Hot Action Cop («Fever for the Flava» и «Going Down on It»), а также Мэтт Рэган («Bundle of Clang», «Cone of Silence» и «Flam Dance») и Ром Ди Приско («Cykloid»), знакомые по работе над композициями к предыдущим частям серии, и другие. Саундтрек состоит из восьми вокальных песен в стиле рок и семи инструментальных и электронных песен в быстром темпе, с элементами гранжа, хип-хопа и рэпа. У вокальных песен также есть вторая инструментальная версия, которая используется в режимах игры «Be the Cop» и «Hot Pursuit», чтобы избежать неясностей в сообщениях полиции по радио. В версии для PlayStation 2 есть возможность настроить список воспроизводимых песен в различных режимах игры, а в версии для Xbox есть возможность добавления пользовательской музыки.
| Исполнитель         | Трек                    | Длительность |
| ------------------- | ----------------------- | ------------ |
| The Buzzhorn        | Ordinary                | 3:06         |
| Course of Nature    | Wall of Shame           | 4:00         |
| Hot Action Cop      | Fever for the Flava     | 4:00         |
| Hot Action Cop      | Goin' Down on It        | 4:50         |
| Pulse Ultra         | Build Your Cages        | 3:52         |
| Uncle Kracker       | Keep it Comin'          | 3:51         |
| Bush                | The People That We Love | 4:01         |
| Rush                | One Little Victory      | 5:06         |
| The Humble Brothers | Black Hole              | 4:00         |
| The Humble Brothers | Brake Stand             | 4:21         |
| Matt Ragan          | Cone of Silence         | 3:00         |
| Matt Ragan          | Flam Dance              | 3:00         |
| Matt Ragan          | Bundle of Clang         | 3:02         |
| Rom Di Prisco       | Cykloid                 | 4:16         |
| The Humble Brothers | Sphere                  | 4:04         |

## Оценки и мнения
| Сводный рейтинг       | Сводный рейтинг | Сводный рейтинг | Сводный рейтинг | Сводный рейтинг |
| Издание               | Оценка          | Оценка          | Оценка          | Оценка          |
| Издание               | GC              | PC              | PS2             | Xbox            |
| --------------------- | --------------- | --------------- | --------------- | --------------- |
| GameRankings          | 72,05 %         | 72,77 %         | 88,01 %         | 80,04 %         |
| Metacritic            | 68/100          | 73/100          | 89/100          | 75/100          |
| MobyRank              | 71/100          | 78/100          | 88/100          | 77/100          |
| Иноязычные издания    |                 |                 |                 |                 |
| Издание               | Оценка          | Оценка          | Оценка          | Оценка          |
| Издание               | GC              | PC              | PS2             | Xbox            |
| 1UP.com               | C+              |                 | A               | B-              |
| AllGame               | [ 30 ]          | [ 31 ]          | [ 32 ]          | [ 33 ]          |
| CVG                   |                 | 6,9/10          |                 |                 |
| Edge                  | 6/10            | 6/10            | 6/10            | 6/10            |
| EGM                   | 6,5/10          |                 | 9,17/10         | 7/10            |
| Eurogamer             |                 |                 | 8/10            |                 |
| G4                    |                 |                 | 4/5             | 4/5             |
| Game Informer         | 7,5/10          |                 | 8,75/10         | 8,5/10          |
| GamePro               | [ 43 ]          |                 | [ 44 ]          | [ 45 ]          |
| GameRevolution        |                 |                 | A-              |                 |
| GameSpot              | 7,2/10          | 7,2/10          | 8,5/10          | 7,2/10          |
| GameSpy               | [ 50 ]          | [ 51 ]          | [ 52 ]          | [ 53 ]          |
| GameZone              | 7,5/10          | 7,7/10          | 8,5/10          | 7,8/10          |
| IGN                   | 7,3/10          |                 | 9/10            | 7,1/10          |
| Nintendo Power        | 4,1/5           |                 |                 |                 |
| Nintendo World Report | 7,5/10          |                 |                 |                 |
| OPM                   |                 |                 | [ 62 ]          |                 |
| OXM                   |                 |                 |                 | 7,9/10          |
| PC Gamer (UK)         |                 | 68/100          |                 |                 |
| Play (UK)             |                 |                 | 4/5             | 4/5             |
| XboxAddict            |                 |                 |                 | 100 %           |
| Русскоязычные издания |                 |                 |                 |                 |
| Издание               | Оценка          | Оценка          | Оценка          | Оценка          |
| Издание               | GC              | PC              | PS2             | Xbox            |
| Absolute Games        |                 | 75 %            |                 |                 |
| «Игромания»           |                 | 8/10            |                 |                 |
| «Страна игр»          | 9/10            | 9/10            | 9/10            | 9/10            |

После выхода Need for Speed: Hot Pursuit 2 получил в основном позитивные оценки критиков. Большинство положительных отзывов приходилось на PlayStation 2 версию игры, которую хвалили за интересный игровой процесс, кинематографические повторы, спецэффекты и красивые трассы. Другие версии также получили позитивные отзывы, но оценки были несколько ниже, чем в версии для PlayStation 2.
Обозреватель российского журнала «Игромания» высоко оценил трассы игры:
Всего в Hot Pursuit 2 двенадцать различных трасс. Сначала кажется, что этого мало, но потом все встает на свои места, ибо каждая трасса представлена в четырех вариантах. Хотите проехаться от финиша к старту? Нет проблем. Знаменитое «зеркалирование» трасс также имеет место быть. Отличительной особенностью каждой трассы является наличие многочисленных шоткатов, а попросту говоря — объездных путей. Некоторые из них абсолютно бесполезны, другие способны улучшить ваше время на круге сразу на несколько секунд. Замечу, что все без исключения трассы уникальны и являют собой настоящие шедевры дизайнерской мысли. Городские кварталы плавно перетекают в сельскую местность, которая приятно радует обилием проселочных дорог и красивых пейзажей. К сожалению, на любование природой нет времени: соперники то и дело норовят воспользоваться вашими ошибками, а полицейские вообще наглеют с каждой секундой.Игромания
Игра получила высокую оценку во время своего дебюта на E3 и перед выпуском. Джефф Герстманн из GameSpot отметил, что «поклонники оригинальной Hot Pursuit, вероятно, найдут много интересного в Hot Pursuit 2, когда она выйдет». Дэвид Смит из IGN похвалил возвращение к полицейской погоне. Он заявил, что Black Box «вернулся к лучшей игре в серии Need for Speed (да ладно, это было) и решил создать ее продолжение».
Maxim дал версии для PlayStation 2 идеальные пять из пяти звезд и заявил, что она «не только дает вам ключи от более чем 20 экзотических автомобилей, но и дает вам непревзойденную радость оставить гаишников в пыли». Entertainment Weekly поставили игре оценку B+ и заявили: «Убийственные выстрелы с воздуха, напряженные погони и рок-саундтрек делают поездку душераздирающей». BBC Sport поставила версии для GameCube 80% и заявила, что «С большим количеством гоночных испытаний он должен иметь приличную продолжительность жизни, но их повторяющийся характер может раздражать некоторых». AllGame также дал версии для PlayStation 2 четыре звезды из пяти и сказал, что она «предлагает впечатляющие количество развлечений в аркадном стиле, подкрепленное количеством и разнообразием трасс, сложным режимом Hot Pursuit и отличным составом транспортных средств».

## Преемник
Перезагрузка подсерии Hot Pursuit, Need for Speed: Hot Pursuit, была разработана Criterion Games, разработчиками франшизы Burnout. Игра вышла в ноябре 2010 года.